# فيديريك أولدروب ينسين
فيديريك أولدروب ينسين (بالنرويجية البوكمول: Fredrik Oldrup Jensen)‏ (18 مايو 1993 ببورشغرون في النرويج - ) هو لاعب كرة قدم نرويجي في مركز الوسط. شارك مع منتخب النرويج تحت 17 سنة لكرة القدم ومنتخب النرويج تحت 21 سنة لكرة القدم وNorway national under-23 association football team ‏. أما مع النوادي، فقد لعب مع نادي أود.

## روابط خارجية
- فيديريك أولدروب ينسين على موقع اتحاد النرويج (النرويجية)
- فيديريك أولدروب ينسين على موقع اتحاد السويد (السويدية)
- فيديريك أولدروب ينسين على موقع قاعدة بيانات كرة القدم.إي يو (الإنجليزية)
- فيديريك أولدروب ينسين على موقع Soccerway.com (الإنجليزية)